# Михайловська сільська рада (Уфимський район)
Миха́йловська сільська рада (рос. Михайловский сельский совет) — муніципальне утворення у складі Уфимського району Башкортостану, Росія. Адміністративний центр — село Михайловка.

## Населення
Населення — 9664 оосби (2019, 6234 в 2010, 4751 в 2002).

## Склад
До складу поселення входять такі населені пункти:
| Населений пункт      | Населення, осіб (2002) | Населення, осіб (2010) |
| -------------------- | ---------------------- | ---------------------- |
| Вавилово, присілок   | 197                    | 231                    |
| Михайловка, село     | 4336                   | 5384                   |
| Мударісово, присілок | 97                     | 198                    |
| Суровка, присілок    | 121                    | 421                    |